# 新城区东站
新城区东站是徐州地铁2号线的地铁站，位于中华人民共和国江苏省徐州市贾汪区昆仑大道南侧，为2号线东端终点站，亦是徐州地铁系统中目前最东端的车站，于2020年11月28日开通。

## 车站结构
新城区东站平行于昆仑大道路南侧东西设置，为地下二层岛式站台车站，车站长338.6米，标准段宽20.7米，车站地下一层为站厅层，地下二层为站台层，站台设置全高站台门。车站东侧设置两条出入段线，连通新区东车辆段。
| 地面              | 出入口 | 3a、4出入口                                                                                     |
| 地下一层          | 站厅   | 客服中心、自动售票机、验票机                                                                    |
| 地下二层          | 站台   | \| \| \| █ 2号线往客运北站（新元大道） \| \| 島式 · 開左邊车门 \| \| \| \| \| \| █ 2号线落客 \| |
|                   |        | █ 2号线往客运北站（新元大道）                                                                   |
| 島式 · 開左邊车门 |        |                                                                                                 |
|                   |        | █ 2号线落客                                                                                     |

## 车站出口
新城区东站目前开放2个出入口，各出口及周围设施如下所示：
| 出口编号            | 照片 | 出口指示         | 建议前往的目的地           |
| ------------------- | ---- | ---------------- | -------------------------- |
| 3 · a · 出口        |      | 昆仑大道（南侧） | 徐州市林果场               |
| 4 · 出口 · （设有） |      | 昆仑大道（南侧） | 南京动车段徐州东动车运用所 |
| 图例： 设有         |      |                  |                            |

## 接驳交通

### 公交车
- 新城区东地铁站：207路

## 车站历史
本站工程名为新区东站，正式站名为新城区东站，以车站所处的徐州新城区东部命名。
- 2017年11月18日，车站主体结构封顶[2]。
- 2020年11月28日，车站随2号线一期通车开通[1]。